# Blenina donans
Blenina donans är en fjärilsart som beskrevs av Walker 1857. Blenina donans ingår i släktet Blenina och familjen trågspinnare. Inga underarter finns listade i Catalogue of Life.